# Das Boot: German U-Boat Simulation
Pour les articles homonymes, voir Das Boot.
Das Boot: German U-Boat Simulation (ou Das Boot is Missing sur certaines versions) est un jeu vidéo de simulation de sous-marin conçu par Paul Butler et Rick Banks et publié par Three-Sixty Pacific en 1990 sur IBM PC et Amiga.
Il s'agit d'une adaptation de la nouvelle Le Styx (1973) de Lothar-Günther Buchheim, mieux connue par son adaptation cinématographique par Wolfgang Petersen : Das Boot (1981).
Le joueur y contrôle un Unterseeboot type VII de la Kriegsmarine dans différentes missions du début de la Seconde Guerre mondiale, en 1941. Différentes vues internes et externes au sous-marin sont possibles avec rendu 3D. Le joueur à la gestion de la route du navire, de son immersion ou non, des torpilles, de la défense anti-aérienne et en mer contre les navires ennemis, ainsi que l'échange de messages cryptés (Enigma) avec le quartier-général allemand,.

## Accueil
| Das Boot |      |        |
| Média    | Pays | Notes  |
| ACE      | RU   | 76.5 % |
| Gen4     | FR   | 85 %   |
| Joystick | FR   | 88 %   |
| Tilt     | FR   | 17/20  |